# Ловозерський район
Лово́зерський райо́н (рос. Ловозерский район) — муніципальний район у складі Мурманської області, Росія. Адміністративний центр — село Ловозеро.

## Адміністративний поділ
Район адміністративно поділяється на міське та сільське поселення:
| Поселення                      | Площа, км² | Населення, осіб | Рік  | Центр    | Населені пункти |
| ------------------------------ | ---------- | --------------- | ---- | -------- | --------------- |
| Ревдинське міське поселення    | -          | 8414            | 2010 | Ревда    | 1               |
| Ловозерське сільське поселення | -          | 3406            | 2010 | Ловозеро | 4               |